# Grupo de Lorentz
Em física, o grupo de Lorentz é o grupo de todas as transformações de Lorentz do espaço de Minkowski, a composição clássica de todas os fenômenos físicos não gravitacionais. Matematicamente é um subgrupo do grupo linear {\displaystyle GL(\mathbb {R} ^{4})} e também pode ser dotado da estrutura de grupo topológico.